# Natação no Campeonato Europeu de Esportes Aquáticos de 2014 - 400 m livre masculino
A prova dos 400 metros livre masculino da natação no Campeonato Europeu de Esportes Aquáticos de 2014 ocorreu no dia 18 de agosto em Berlim, na Alemanha. 

## Calendário
| Fase          | Data         | Hora  |
| ------------- | ------------ | ----- |
| Eliminatórias | 18 de agosto | 09:50 |
| Final         | 18 de agosto | 18:07 |

Todos os horários estão no horário local (UTC+1)

## Recordes
Antes desta competição, os recordes eram os seguintes:
| Recorde mundial       | Paul Biedermann | 3:40.07 | Roma      | 26 de julho de 2009 |
| Recorde europeu       | Paul Biedermann | 3:40.07 | Roma      | 26 de julho de 2009 |
| Recorde do campeonato | Yury Prilukov   | 3:45.10 | Eindhoven | 18 de março de 2008 |

## Medalhistas
| Ouro                      | Prata                 | Bronze             |
| Velimir Stjepanović (SRB) | Andrea D'Arrigo (ITA) | Jay Lelliott (GER) |

## Resultados

### Eliminatórias
Esses foram os resultados das eliminatórias. 
| Pos. | Bateria | Raia | Nadador             | Nacionalidade        | Tempo   | Notas |
| ---- | ------- | ---- | ------------------- | -------------------- | ------- | ----- |
| 1    | 6       | 4    | Stephen Milne       | Reino Unido          | 3:48.62 | Q     |
| 2    | 6       | 6    | Andrea D'Arrigo     | Itália               | 3:48.77 | Q     |
| 3    | 6       | 5    | Gabriele Detti      | Itália               | 3:48.79 | Q     |
| 4    | 6       | 1    | Clemens Rapp        | Alemanha             | 3:49.03 | Q     |
| 5    | 6       | 3    | Jan Micka           | Chéquia              | 3:49.10 | Q     |
| 6    | 5       | 5    | Velimir Stjepanović | Sérvia               | 3:49.49 | Q     |
| 7    | 6       | 2    | Jay Lelliott        | Reino Unido          | 3:49.82 | Q     |
| 8    | 5       | 1    | Gergő Kis           | Hungria              | 3:50.35 | Q     |
| 9    | 5       | 4    | Paul Biedermann     | Alemanha             | 3:50.42 |       |
| 10   | 4       | 5    | Anders Lie          | Dinamarca            | 3:50.62 |       |
| 11   | 5       | 2    | Yannick Agnel       | França               | 3:50.81 |       |
| 12   | 5       | 0    | Matias Koski        | Finlândia            | 3:50.84 |       |
| 13   | 6       | 8    | Florian Vogel       | Alemanha             | 3:50.92 |       |
| 14   | 5       | 3    | Ferry Weertmann     | Países Baixos        | 3:51.05 |       |
| 15   | 6       | 9    | David Brandl        | Áustria              | 3:51.09 |       |
| 16   | 6       | 7    | Filip Zaborowski    | Polónia              | 3:51.40 |       |
| 17   | 5       | 8    | Mads Glæsner        | Dinamarca            | 3:51.42 |       |
| 18   | 6       | 0    | Miguel Durán        | Espanha              | 3:51.57 |       |
| 19   | 3       | 4    | Alexander Krasnykh  | Rússia               | 3:51.62 |       |
| 20   | 4       | 1    | Joris Bouchaut      | França               | 3:52.22 |       |
| 21   | 4       | 7    | Anton Ipsen         | Dinamarca            | 3:52.66 |       |
| 22   | 5       | 6    | Samuel Pizzetti     | Itália               | 3:52.83 |       |
| 23   | 4       | 3    | Serhiy Frolov       | Ucrânia              | 3:52.89 |       |
| 24   | 2       | 5    | Martin Bau          | Eslovênia            | 3:52.96 |       |
| 25   | 4       | 0    | Richárd Nagy        | Eslováquia           | 3:53.39 |       |
| 26   | 3       | 2    | Maarten Brzoskowski | Países Baixos        | 3:53.44 |       |
| 27   | 4       | 6    | Anthony Pannier     | França               | 3:53.45 |       |
| 28   | 1       | 4    | Jean-Baptiste Febo  | Suíça                | 3:53.54 |       |
| 29   | 4       | 4    | Marc Sánchez        | Espanha              | 3:53.71 |       |
| 30   | 5       | 9    | Dmitry Ermakov      | Rússia               | 3:54.15 |       |
| 31   | 5       | 7    | Max Litchfield      | Reino Unido          | 3:54.18 |       |
| 32   | 4       | 9    | Lander Hendrickx    | Bélgica              | 3:54.67 |       |
| 33   | 3       | 3    | Felix Auböck        | Áustria              | 3:54.94 |       |
| 34   | 3       | 5    | Nezir Karap         | Turquia              | 3:55.00 |       |
| 35   | 3       | 7    | Stefan Šorak        | Sérvia               | 3:55.15 |       |
| 36   | 4       | 2    | Damien Joly         | França               | 3:55.48 |       |
| 37   | 4       | 8    | Pawel Furtek        | Polónia              | 3:55.65 |       |
| 38   | 3       | 0    | Anton Goncharov     | Ucrânia              | 3:56.18 |       |
| 39   | 3       | 8    | Adam Paulsson       | Suécia               | 3:56.22 |       |
| 40   | 2       | 3    | David Kunčar        | Chéquia              | 3:56.51 |       |
| 41   | 1       | 3    | Ensar Hajder        | Bósnia e Herzegovina | 3:57.60 |       |
| 42   | 3       | 9    | Eetu Piiroinen      | Finlândia            | 3:58.07 |       |
| 43   | 2       | 6    | Alexander Kudashev  | Rússia               | 3:58.20 |       |
| 44   | 2       | 7    | Irakli Revishvili   | Geórgia              | 3:58.45 |       |
| 45   | 3       | 6    | Ediz Yıldırımer     | Turquia              | 3:59.02 |       |
| 46   | 2       | 8    | Maksym Shemberev    | Ucrânia              | 3:59.44 |       |
| 47   | 2       | 4    | Jan Kutník          | Chéquia              | 4:00.37 |       |
| 48   | 2       | 0    | Pit Brandenburger   | Luxemburgo           | 4:00.99 |       |
| 49   | 2       | 2    | Tomás Novovesky     | Chéquia              | 4:01.33 |       |
| 50   | 3       | 1    | Uladzimir Zhyharau  | Bielorrússia         | 4:02.14 |       |
| 51   | 2       | 1    | David Karasek       | Suíça                | 4:03.20 |       |
| 52   | 1       | 5    | Davit Sikharulidze  | Geórgia              | 4:10.76 |       |

### Final
Esse foi o resultado da final. 
| Pos.              | Raia | Nadador             | Nacionalidade | Tempo   | Notas            |
| ----------------- | ---- | ------------------- | ------------- | ------- | ---------------- |
| Medalha de ouro   | 7    | Velimir Stjepanović | Sérvia        | 3:45.66 | Recorde nacional |
| Medalha de prata  | 5    | Andrea D'Arrigo     | Itália        | 3:46.91 |                  |
| Medalha de bronze | 1    | Jay Lelliott        | Reino Unido   | 3:47.50 |                  |
| 4                 | 3    | Gabriele Detti      | Itália        | 3:48.10 |                  |
| 5                 | 6    | Clemens Rapp        | Alemanha      | 3:48.44 |                  |
| 6                 | 4    | Stephen Milne       | Reino Unido   | 3:48.55 |                  |
| 7                 | 2    | Jan Micka           | Chéquia       | 3:48.57 |                  |
| 8                 | 8    | Gergő Kis           | Hungria       | 3:53.14 |                  |